# Halvåsna
Halvåsna eller asiatisk vildåsna (Equus hemionus) är en art i familjen hästdjur som lever i öknar och på stäpper samt på bergsplatåer från Mindre Asien till Mongoliet. Den livnär sig av gräs, tjockbladiga växter och grenar av olika buskar.
Halvåsnan har olika namn, som onager och kulan, och dessa hänför sig till olika underarter, ibland betraktade som egna arter. Kiang (Equus kiang) som tidigare räknades som underart är idag etablerad som självständig art.

## Utseende
Med en kroppslängd något över 2 meter, en mankhöjd på omkring 130 cm, en svanslängd av cirka 40 cm och en genomsnittlig vikt av 500 kg är halvåsnan något större än den vanliga åsnan. Pälsen på ovansidan varierar mellan grå, mörkgul och rödbrun, undersidan är vitaktig. På ryggen har den en längsgående mörk strimma, som kallas ål. Halvåsnan har bredare hovar och kortare öron än den vanliga åsnan, dessutom är tofsen vid svansens slut och manen mindre tydliga.

## Ekologi
Halvåsnan når över korta distanser en hastighet upp till 70 km/h som annars bara nås av tävlingshästar inom familjen hästdjur. Den kan hålla en hastighet på 50 km/h över längre sträckor. Habitatet utgörs av halvöknar med glest fördelad gräs. I närheten måste finnas vattenansamlingar då arten kontinuerlig behöver dricka. Ofta vandrar arten längre sträckor för att nå dessa vattenpölar.
Halvåsnan äter gräs, örter och suckulenter. Under regntider bildar arten flockar med 50 eller fler individer som delar sig i mindre grupper under den torra perioden.

## Underarter och utbredning
Zoologerna är oense om antalet underarter. I gamla avhandlingar skiljs ofta mellan sju olika arter halvåsnor som numera är sammanfattade till en art med 6 till 7 underarter samt arten kiang.
Underarterna är:
- Equus hemionus anatoliensis, utdött, levde i Anatolien
- E. h. hemippus, dog ut cirka 1927, levde Syrien, Mesopotamien och på Arabiska halvön
- Onager (E. h. onager), förekommer i norra Iran
- Kulan (E. h. kulan), finns i Kazakstan och Turkmenistan
- Dziggetai (E. h. hemionus), lever i Mongoliet och norra Kina
- Khur (E. h. khur), förekommer i södra Iran, Pakistan och nordvästra Indien

Några zoologer betraktar kulan och onager som en och samma underart och även skild från halvåsnorna. Nyare molekylärgenetiska undersökningar av hästdjuren visade att det finns tydliga skillnader mellan båda populationer. Från underarten dziggetai skiljs ibland ytterligare en underart som lever i Gobiöknen, E. h. luteus.
I västra delen av utbredningsområdet levde halvåsnan tidigare bredvid den afrikanska vildåsnan. På Arabiska halvön gäller idag båda arter som utdött i vilt tillstånd men det påbörjades en återinföring av halvåsnan i regionen.
En nära släkting var Equus hydruntinus som under senare pleistocen levde i Europa och västra Asien. Arten dog ut under tidig holocen.